# Witching Hour
Witching Hour es el tercer álbum de la banda británica de electropop Ladytron. Fue lanzado el 3 de octubre de 2005. Se lanzaron como sencillos "Sugar", "Destroy Everything You Touch" e "International Dateline" aunque sólo los primeros dos tienen video musical.

## Lista de canciones
1. "High Rise" – 4:54
2. "Destroy Everything You Touch" – 4:36
3. "International Dateline" – 4:17
4. "Soft Power" – 5:19
5. "CMYK" – 1:49
6. "AMTV" – 3:26
7. "Sugar" – 2:50
8. "Fighting in Built Up Areas" – 3:59
9. "The Last One Standing" – 3:11
10. "Weekend" – 3:57
11. "Beauty*2" – 4:23
12. "White Light Generator" – 3:59
13. "All the Way" – 4:08
14. "Untitled" – 9:03 (una canción en completo silencio)

## Tablas de popularidad
| Año  | Tabla                  | Posición |
| ---- | ---------------------- | -------- |
| 2005 | Top Heatseekers        | #32      |
| 2005 | Top Electronic Albums  | #7       |
| 2005 | Top Independent Albums | #40      |
| 2006 | Top Electronic Albums  | #7       |

- Datos: Q2468169